# Leichtathletik-Weltmeisterschaften 2023/Teilnehmer (Albanien)
| Goldmedaillen | Silbermedaillen | Bronzemedaillen |
| ------------- | --------------- | --------------- |
| —             | —               | —               |

Der Leichtathletikverband Albaniens hat für die Leichtathletik-Weltmeisterschaften 2023 in Budapest zwei Sportler gemeldet.

## Ergebnisse

### Frauen

#### Laufdisziplinen
| Athletin   | Disziplin        | Vorlauf     | Vorlauf | Halbfinale | Halbfinale | Finale         | Finale |
| Athletin   | Disziplin        | Zeit        | Platz   | Zeit       | Platz      | Zeit           | Platz  |
| ---------- | ---------------- | ----------- | ------- | ---------- | ---------- | -------------- | ------ |
| Luiza Gega | 3000 m Hindernis | 9:17,71 min | 3       |            |            | 9:10,27 min SB | 8      |

### Männer

#### Laufdisziplinen
| Athlet        | Disziplin | Vorlauf | Vorlauf | Halbfinale | Halbfinale | Finale | Finale |
| Athlet        | Disziplin | Zeit    | Platz   | Zeit       | Platz      | Zeit   | Platz  |
| ------------- | --------- | ------- | ------- | ---------- | ---------- | ------ | ------ |
| Franko Burraj | 200 m     | 21,52 s | 52      | DNQ        | DNQ        | –      | –      |